# Socialismo ético
El socialismo ético es una filosofía política que apela al socialismo por razones éticas y morales en contraposición a las causas consumistas, económicas y egoístas. Hace énfasis en la necesidad de una economía con conciencia moral basada en los principios del altruismo, la cooperación y la justicia social mientras se opone al individualismo posesivo. A diferencia del socialismo inspirado en el materialismo histórico, la teoría marxista, la economía neoclásica y el racionalismo, los cuales basan sus llamamientos al socialismo en razones de eficiencia económica, previsibilidad histórica o racionalidad, el socialismo ético se centra en las razones morales y éticas para defender el socialismo. Se convirtió en la filosofía oficial de varios partidos socialistas. El socialismo ético tiene algunas similitudes significativas con el socialismo cristiano, el fabianismo, el socialismo gremial, el socialismo liberal, el reformismo socialdemócrata y el socialismo utópico. Bajo la influencia de políticos como Carlo Rosselli en Italia, los socialdemócratas comenzaron a desvincularse por completo del marxismo ortodoxo representado por el marxismo-leninismo, adoptando un socialismo liberal ético, el keynesianismo, y recurriendo a la moral más que a cualquier concepción sistemática, científica o materialista del mundo. La socialdemocracia apeló a los sentimientos comunitarios, corporativistas y, en ocasiones, nacionalistas, mientras rechazaba el determinismo económico y tecnológico, por lo general, característico tanto del liberalismo económico como del marxismo ortodoxo.

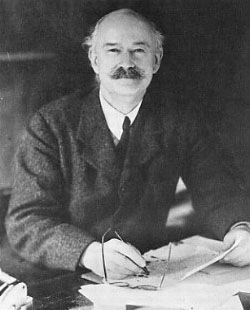
R. H. Tawney, fundador del socialismo ético

## Reseña
El socialismo ético se remonta a los socialistas utópicos, especialmente a Henri de Saint-Simon y Charles Fourier, pero también a anarquistas como el socialista francés Pierre-Joseph Proudhon y a revolucionarios y socialistas italianos como Giuseppe Garibaldi y Giuseppe Mazzini. Aquellos socialistas utópicos, una de las primeras corrientes del pensamiento socialista moderno, presentaban visiones y esbozos de sociedades ideales imaginarias o futuristas, caracterizadas por la instauración de una economía moral, con ideales positivos basados en fundamentos morales y éticos, siendo estos la principal razón para que la sociedad avanzara en esa dirección. Antes de que los marxistas establecieran una hegemonía sobre las definiciones de socialismo, el término socialismo era un concepto amplio que se refería a una o varias de las diversas teorías destinadas a resolver problemas relacionados con el empleo mediante cambios radicales en la economía capitalista. Las descripciones del problema, las explicaciones de sus causas y las soluciones propuestas, como la abolición de la propiedad privada o el apoyo a las cooperativas y a la propiedad pública, varían según las filosofías socialistas.
El término socialismo ético fue, en primera instancia, un término peyorativo de la economista marxista Rosa Luxemburgo hacia el revisionista marxista Eduard Bernstein y sus partidarios socialistas reformistas, que evocaban los ideales liberales neokantianos y los argumentos éticos a favor del socialismo. Pronto surgieron en Gran Bretaña socialistas éticos autoreconocidos, como el socialista cristiano R. H. Tawney, cuyos ideales conectaron con los del socialismo cristiano, el fabiano e ideales del socialismo gremial. El socialismo ético fue una ideología importante dentro del Partido Laborista británico y ha sido apoyado públicamente por los primeros ministros británicos Ramsay MacDonald, Clement Attlee y Tony Blair. Aunque Blair describió el Nuevo Laborismo como una vuelta al socialismo ético, varios críticos le acusaron de abandonar por completo el socialismo a favor del capitalismo. El socialismo ético causó un profundo impacto en el movimiento socialdemócrata y el reformismo durante la última mitad del siglo XX, especialmente en Gran Bretaña. La diferencia del socialismo ético radica en centrarse en la crítica de la ética del capitalismo y no sólo en la crítica de las cuestiones económicas, sistémicas y materiales del capitalismo. Cuando el Partido Socialdemócrata de Alemania (SPD) renunció al marxismo ortodoxo durante el Programa de Godesberg en la década de los cincuenta, el socialismo ético se convirtió en la filosofía oficial dentro del SPD. La decisión de abandonar la política anticapitalista tradicional enfureció a muchos de los que la habían apoyado en el SPD. Algunos, como Ian Adams, afirman también que se trata de un abandono de la concepción clásica del socialismo, lo que supone la sustitución del sistema económico capitalista, y establecen una distinción entre el socialismo clásico y el socialismo liberal.

## Temas
R. H. Tawney denunció los comportamientos egoístas, amorales e inmorales que, según él, apoyan el capitalismo. Tawney se oponía a lo que llamaba la "sociedad adquisitiva", culpable de que la propiedad privada se utilice para transferir el excedente de beneficios a los "propietarios sin función", por ejemplo, a los rentistas capitalistas. Sin embargo, no denunció a los directivos en su conjunto, pues creía que los directivos y los empleados podían unirse en una alianza política para la reforma. Tawney apoyó la puesta en común de los excedentes de beneficios a través de una tributación progresiva para redistribuir estos fondos con el fin de ofrecer bienestar social (incluyendo la sanidad pública, la educación pública y la vivienda pública) y la nacionalización de industrias y servicios estratégicos. Apoyó la participación de los trabajadores en la gestión de la economía, así como la cooperación de los consumidores, empleados, empresarios y el Estado en la regulación de la economía. Aunque Tawney era partidario de que la empresa pública desempeñara un papel importante en la economía, afirmaba que cuando la empresa privada proporcionaba un servicio acorde con sus recompensas y funcionaba como propiedad privada, entonces un negocio podía dejarse en manos privadas útil y legítimamente. Thomas Hill Green apoyaba el derecho a la igualdad de oportunidades para que todos los individuos pudieran apropiarse libremente de la propiedad, pero afirmaba que la adquisición de riqueza no implicaba que un individuo pudiera hacer lo que quisiera una vez que esa riqueza estuviera en su poder. Green se opuso a los "derechos de propiedad de unos pocos" que impedían la propiedad de una mayoría. El socialismo ético fue defendido y fomentado por el ex primer ministro británico Tony Blair, quien fue influenciado por John Macmurray, a su vez influenciado por Green. Blair ha definido el socialismo ético con nociones similares promovidas por anteriores socialistas éticos, como el énfasis en el bien común, los derechos y las responsabilidades, y el apoyo a una sociedad orgánica en la que los individuos prosperan mediante la cooperación. Según Blair, el Partido Laborista tuvo problemas en los años sesenta y setenta cuando abandonó el socialismo ético y cree que la recuperación del partido requería una vuelta a los valores éticos socialistas promovidos por última vez por el gobierno de Attlee. Sin embargo, los críticos de Blair (tanto dentro como fuera del partido laborista) le han acusado de abandonar por completo el socialismo en favor del capitalismo.

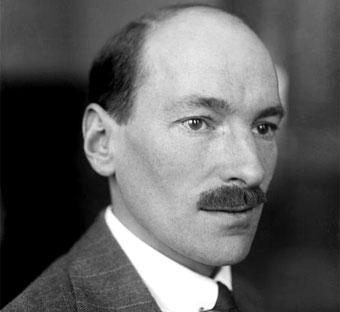
Clement Attlee, primer ministro del Reino Unido (1945–1951)

## Lecturas complementarias
Berman, Sheri (2008). Entender la socialdemocracia (PDF). Lo que queda de la izquierda: liberalismo y socialdemocracia en un mundo globalizado. Cambridge, Massachusetts: Centro Minda de Gunzburg para estudios europeos, Universidad de Harvard. Archivado a partir del original (PDF) el 30 de marzo de 2019. Archivado a partir del original el 2 de junio de 2019. CS1 maint: postscript (enlace)
Cronin, James; Ross, George; Shoch, James, eds. (2011). Lo que queda de la izquierda: liberalismo y socialdemocracia en un mundo globalizado. Durham y Londres: Duke University Press. ISBN 9780822350798.
- Datos: Q5403429